# کوکاوا، لهستان
کوکاوا (به لاتین: Kokawa) یک منطقهٔ مسکونی در لهستان است که در گمینا مکانوو واقع شده‌است.
کوکاوا ۵۸۳ نفر جمعیت دارد.